# Victor Segalen

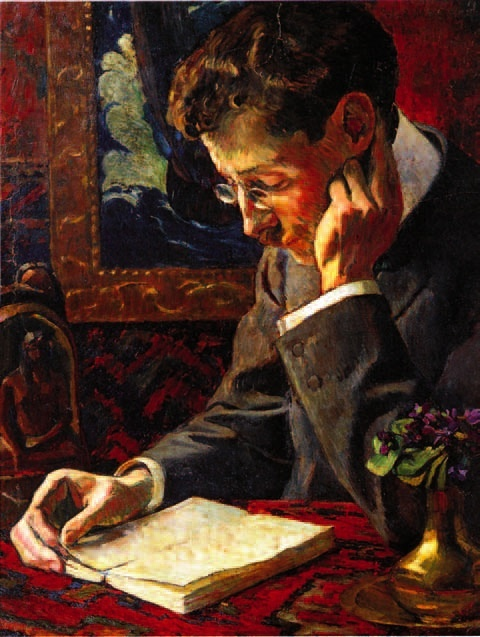
Portret door George-Daniel de Monfreid.

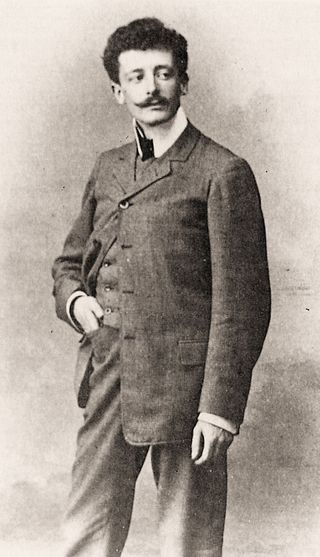
1905

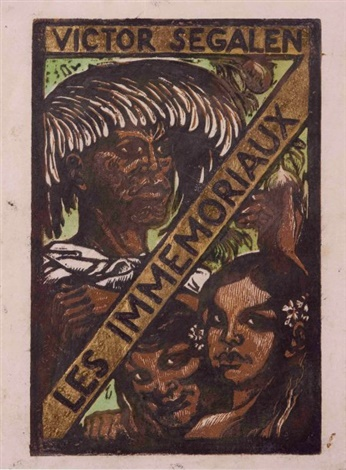
Titelpagina van Les Immémoriaux door Georges-Daniel de Monfreid.

Victor Segalen (Brest, 14 januari 1878 – Huelgoat, 21 mei 1919) was een Frans schrijver, arts, archeoloog en etnoloog. 

## Leven en werk
Segalen werd geboren in Brest en studeerde medicijnen in Bordeaux. Hij werd marine-arts en bereisde Polynesië (1903-1905) en China (1909-1914 en 1917). Zijn aanwezigheid daar had een permanent verblijf tot doel. Hij deed tijdens zijn reizen door China archeologisch onderzoek.
Segalens veelzijdige, visionaire en nietzscheaans vitalistische oeuvre omvat romans, essays, toneelstukken, een samen met Claude Debussy geschreven libretto, korte verhalen, wetenschappelijke publicaties, onder andere over de klassieke Chinese beeldhouwkunst, en verscheidene poëziebundels.
Hij deed tijdens de Eerste Wereldoorlog als arts in Frankrijk dienst aan het front, totdat hij ernstig ziek werd.  
Hij leed tijdens de laatste jaren van zijn leven aan toenemende depressiviteit. Het had daarmee te maken dat hij opium gebruikte. Hij overleed onder nooit geheel opgehelderde omstandigheden tijdens een eenzame wandeling in de bossen van Huelgoat, niet ver van zijn Bretonse geboorteplaats. Hij is gevallen, waarbij nooit is vastgesteld of het om een ongeluk of zelfmoord ging. Tijdens zijn val droeg hij naar verluidt het verzameld werk van Shakespeare bij zich, geopend bij Hamlet.
Een belangrijk deel van zijn oeuvre verscheen postuum en kreeg pas ver na zijn dood, in de loop van de tweede helft van de twintigste eeuw, bij een breder publiek bekendheid.
Het leven van J. Slauerhoff was in veel opzichten te vergelijken met dat van Segalen.

## Werken
- L'observation médicale chez les écrivains naturalistes (proefschrift, 1901)
- Le double Rimbaud (essay, 1906)
- Les Immémoriaux (roman, 1907)
- Stèles (poëzie, 1912)
- Peintures (prozagedichten, 1916)

#### Postuum
- Orphée-Roi (libretto, 1921)
- René Leys (roman, 1922)
- Mission archéologique en Chine (wetenschappelijk werk, 1923-1924)
- Équipée, Voyage au Pays du Réel (proza, 1929)
- Essai sur 'exotisme (essay, 1955, 1986)
- Lettres de Chine (brieven, 1967)
- La Grande Statuaire chinoise (kunsthistorisch essay, 1972)
- Journal des îles (reisdagboeken, 1978)
- Le Fils du ciel : chronique des jours souverains (roman, 1985)
- Oeuvres complètes (Verzameld werk, 1995)
- Correspondance (Verzamelde brieven, 2004)

#### Nederlandse vertalingen
- Oostwaartse steles, vertaling door Paul Claes, 1988.
- Stèles, vertaling door Maarten Elzinga, 2000.
- René Leys, vertaling door Nelleke van Maaren, 1988.
- Brieven uit China, vertaling door Maarten Elzinga en Mark Leenhouts, 2010, (Privé-domein).

## Over Segalen
- Mark Blaisse: De ander ben ik. Het antikolonialisme van Victor Segalen (1878-1919). Amsterdam, Starfish Books, 2023. ISBN 9789492734303

- Biblioteca Nacional de España: XX1140943
- Bibliothèque nationale de France: cb11924301d (data)
- Catàleg d'autoritats de noms i títols de Catalunya: 981058518469006706
- CiNii: DA00667450
- Digitale Bibliotheek voor de Nederlandse Letteren: sega004
- Gemeinsame Normdatei: 118612697
- International Standard Name Identifier: 0000 0003 6864 3945
- Library of Congress Control Number: n50006378
- Nationale Bibliotheek van Letland: 000013746
- Base Léonore: LH//2491/43
- Bibliotheek van het Japanse parlement: 00474800
- Nationale Bibliotheek van Tsjechië: jn20031203005
- Nationale Bibliotheek van Israël: 987007267802705171
- Nederlandse Thesaurus van Auteursnamen: 068339526
- RKD-Nederlands Instituut voor Kunstgeschiedenis: 328339
- Istituto Centrale per il Catalogo Unico: CFIV032205
- LIBRIS: 329147
- SNAC: w6gb2g05
- Système universitaire de documentation: 027342832
- Trove: 971045
- Virtual International Authority File: 71397656
- WorldCat: E39PBJvCMpXpx8K6f7TqdK6VG3